# Complejo de demencia asociado al sida
El complejo de demencia asociado al sida (ADC por sus siglas en inglés), a veces denominado Complejo de demencia asociado al VIH (CDAV), es un trastorno neurológico común asociado con la infección por el VIH y el sida caracterizado por anormalidades cognitivas, afectivas, motoras y conductuales. Se trata de una encefalopatía metabólica inducida por la infección del VIH y su progresión producida por la activación inmunitaria de los macrófagos y la microglía cerebral. Estas células están infectadas con el VIH y secretan neurotoxinas de origen tanto viral como del mismo huésped. Las características esenciales del complejo de demencia del sida son discapacitantes con deterioro cognitivo acompañado de disfunción motora, del habla y cambios en el comportamiento del individuo. El deterioro cognitivo se caracteriza por enlentecimiento mental, problemas con la memoria y una incapacidad de concentración. Los síntomas motores incluyen una pérdida de motricidad fina que conduce a la torpeza, el mal equilibrio y temblores. Los cambios de comportamiento pueden incluir apatía, letargo y la disminución de las respuestas emocionales y menor espontaneidad. Histológicamente, se caracteriza por la infiltración de monocitos y macrófagos en el sistema nervioso central (SNC), gliosis, palidez de las vainas de mielina, con alteraciones de los procesos de las dendritas y la apoptosis neuronal.
El ADC normalmente ocurre después de varios años de infección por el VIH y se asocia con un titulaje bajo de células T CD4+ y elevados niveles de carga viral en el plasma sanguíneo. A veces es visto como la primera señal de la aparición del sida. La prevalencia es entre 10-20% en los países occidentales y solo se ha visto en el 1-2% de las infecciones en India. Con la llegada de la terapia antirretroviral de gran actividad, la frecuencia de CDAV ha disminuido en los países desarrollados. Estos antirretrovirales no solo puede prevenir o retrasar la aparición de CDAV en las personas con infección por el VIH, también puede mejorar la función mental en personas que ya tienen CDAV.
La demencia solo existe cuando el deterioro neurocognitivo en el paciente es lo suficientemente grave como para interferir significativamente con las funciones del día a día del sujeto. Es decir, el paciente suele ser incapaz de trabajar y le cuesta cuidar de sí mismo. Antes de este estadio, se dice que el paciente tiene un trastorno neurocognitivo leve.
Hay más probabilidad de desarrollar demencia cuando los recuentos de CD4 se encuentran por debajo de 200 células; aunque en algunos casos la demencia puede aparecer en personas con recuentos más elevados.

## Historia
El concepto demencia-sida fue acuñado por Navia y col. en 1986 y Price y Brew en 1988 para designar el síndrome clínico que complica la infección por VIH-1 y combina alteraciones cognitivas, motoras y de conducta. En 1991, la AIDS Task Force de la American Academy of Neurology propuso la denominación complejo cognitivo-motor asociado al VIH-1. Por su parte, la DSM-IV obliga a que se demuestre la asociación entre la aparición de la demencia como efecto directo de la infección por VIH.

## Diagnóstico
No existe una prueba única disponible para confirmar el diagnóstico de una demencia por razón de una infección del VIH o por instalación del sida, pero la combinación de una buena historia clínica, los resultados de laboratorio, y otros exámenes pueden establecer de forma fiable el diagnóstico cuando es realizado por especialistas con experiencia. La cantidad de virus en el cerebro no se correlaciona bien con el grado de demencia, lo que sugiere que existen mecanismos secundarios que también son importantes en la manifestación de la CDAV.
Mientras que la progresión de la disfunción es variable, se considera una complicación grave y, sin tratamiento puede progresar a un desenlace fatal. El diagnóstico se realiza por neurólogos que cuidadosamente descartan diagnósticos alternativos. Esta rutina requiere de un cuidadoso examen neurológico, las exploraciones cerebrales (TAC o RNM) y una punción lumbar para evaluar el líquido cefalorraquídeo. Los criterios diagnósticos incluyen:
- Marcado deterioro súbito de al menos dos dominios de la capacidad de la función cognitiva, por ejemplo, memoria, atención: generalmente, el deterioro ocurre en múltiples campos, especialmente en el aprendizaje, el procesamiento de la información y la concentración/atención. El deterioro cognitivo se determina por la historia médica, el examen del estado mental o de las pruebas neuropsicológicas.
- Los trastornos cognitivos identificados en el punto 1 interfieren marcadamente con el funcionamiento del día a día.
- Los trastornos cognitivos identificados en el punto 1 están presentes por al menos un mes.
- Los trastornos cognitivos identificados en el punto 1 no cumplen los criterios para el delirio, o si está presente el delirio, se le diagnosticó demencia cuando el delirio no estaba presente.
- No hay evidencias de otra etiología preexistente que pueda explicar la demencia, por ejemplo, la infección del sistema nervioso central, neoplasias en el SNC, enfermedad cerebrovascular, enfermedad neurológica preexistente, grave abuso de sustancias compatibles con un trastorno neurológico.

## Estadiaje
Con la finalidad de establecer un vocabulario común para estudios epidemiológicos, de historia natural y tratamiento, basados en el examen clínico y la evaluación neuropsicológica, se diseñó un sistema de estadios, denominado Memorial Sloan Kettering (MSK) modificado:
- Estadio 0 (normal): función motora y mental sin alteraciones
- Estadio 0,5 (subclínico): los síntomas de la disfunción cognitiva o motora característica de la CDAV son mínimos o leves (reflejo del hocico, los movimientos de las extremidades se vuelven más lentos), pero sin compromiso del trabajo o la capacidad para realizar actividades de la vida diaria. El deambular y la fuerza motora son normales.
- Estadio 1 (leve): Se ven evidencias inequívocas de alteraciones funcionales, motoras e intelectuales características de la CDAV, pero el sujeto es capaz de llevar a cabo todos los aspectos más exigentes de los trabajos o actividades de la vida diaria. Puede caminar sin ayuda.
- Estadio 2 (moderado): No puede trabajar o mantener los aspectos más exigentes de la vida diaria, pero suele ser capaz de llevar a cabo las actividades básicas de autocuidado. Deambula, pero puede requerir ayuda para levantarse.
- Estadio 3 (grave): Gran incapacidad intelectual - no pueden seguir las noticias o eventos personales, no puede mantener una conversación compleja, una considerable disminución de toda las características externas. Puede acompañarse de minusvalía física - no puede caminar sin ayuda, andador o sin el apoyo del personal, normalmente con la desaceleración y la torpeza de las extremidades.
- Estadio 4 (etapa final): casi vegetativo. La comprensión intelectual y social y las respuestas del sujeto están a un nivel rudimentario. Se encuentra casi totalmente mudo. Paraparético o parapléjico con incontinencia urinaria e incontinencia fecal.